# Rhopalophthalmus constrictus
Rhopalophthalmus constrictus är en kräftdjursart som beskrevs av Panampunnayil 1992. Rhopalophthalmus constrictus ingår i släktet Rhopalophthalmus och familjen Mysidae. Inga underarter finns listade i Catalogue of Life.